# Lumby (British Columbia)
Lumby ist ein Dorf im zentralen Süden der kanadischen Provinz British Columbia, dem British Columbia Interior. Das Dorf gehört zum Regional District of North Okanagan.

## Lage
Die Gemeinde liegt östlich des Okanagan Lake, etwa 25 km östlich von Vernon. Die Gemeinde liegt damit am Übergang des Okanagan Highland in die Monashee Mountains.

## Geschichte
Das Gebiet, in dem die heutige Gemeinde liegt, ist traditionelles Siedlungs- und Jagdgebiet der First Nations, hier der Okanagan.
Die dauerhafte europäische Besiedlung begann Ende der 1860er/Anfang der 1870er Jahre. 1889 wurde hier das „White Valley Post Office“ eröffnet. Erst 1915 wurde zwischenzeitlich entstandene Ansiedlung nach „Moses Lumby“, einem Vizepräsidenten der Shuswap and Okanagan Railway, benannt. Am 20. Dezember 1955 erfolgte dann die Zuerkennung der kommunalen Selbstverwaltung für die Gemeinde (incorporated als „Village Municipality“).

## Demographie
Die letzte offizielle Volkszählung, der Census 2016, ergab für die Gemeinde eine Bevölkerungszahl von 1833 Einwohnern, nachdem der Zensus im Jahr 2011 nur eine Bevölkerungszahl von 1731 Einwohnern ergab. Die Bevölkerung hat dabei im Vergleich zum letzten Zensus im Jahr 2011 um 5,9 % zugenommen und sich damit etwa wie der Provinzdurchschnitt, mit einer Bevölkerungszunahme in British Columbia um 5,6 %, entwickelt. Bereits im Zensuszeitraum 2006 bis 2011 hatte die Einwohnerzahl in der Gemeinde schwächer als die Entwicklung in der Provinz um 5,9 % zugenommen, während sie im Provinzdurchschnitt nur um 7,0 % zunahm.
Für den Zensus 2016 wurde für die Gemeinde ein Medianalter von 42,3 Jahren ermittelt. Das Medianalter der Provinz lag 2016 bei 43,0 Jahren. Das Durchschnittsalter lag bei 41,8 Jahren, bzw. bei 42,3 Jahren in der Provinz. Zum Zensus 2011 wurde für die Gemeinde noch ein Medianalter von 42,9 Jahren ermittelt. Das Medianalter der Provinz lag 2011 bei 41,9 Jahren.

## Verkehr
Schwerpunkt der Verkehrsanbindung ist der Straßenverkehr. Der Highway 6 durchquert die Gemeinde in Nord-Süd-Richtung und verbindet diese mit Vernon. Öffentlicher Personennahverkehr wird örtlich/regional unter anderem durch eine Buslinie durch das „Vernon Regional Transit System“ in Kooperation betrieben. Die Gemeinde ist darüber mit Vernon und Enderby verbunden. Über Vernon besteht u. a. Anschluss nach Kelowna, dem Flughafen Kelowna sowie dem UBC Okanagan Campus.